# Tanafjord

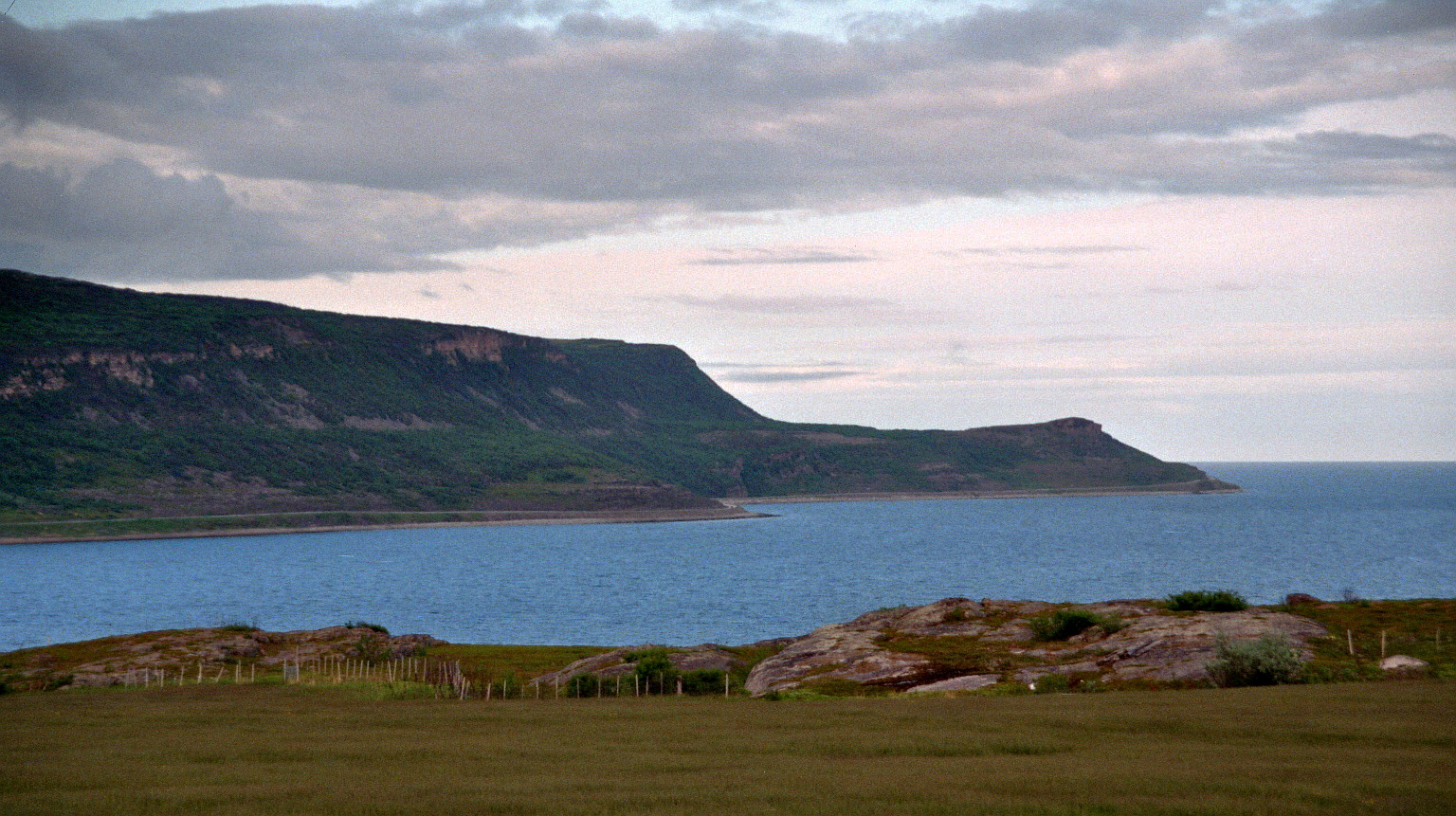
Vista del fiordo

Il Tanafjord è un fiordo norvegese parte del mare di Barents, situato nella contea di Finnmark. È lungo approssimativamente 65 Km e separa la penisola di Varanger da quella di Nordkinn.